# 蔦七沼
蔦七沼（つたななぬま）は、青森県十和田市にある湖沼群。蔦沼、鏡沼、月沼、長沼、瓢箪沼、菅沼、赤沼の7つの沼を総称したもので、蔦の七沼とも呼ばれる。十和田八幡平国立公園。

## 概要
点在する７つの沼がを総称して「蔦七沼」と呼ぶが、一番大きな沼である蔦沼を代表して「蔦沼」と呼ばれることも多い。赤沼は他の沼群から北西に離れており、遊歩道「沼めぐりの小路」は赤沼以外の6つのをめぐるもの。
湖沼水質調査によると、赤沼は透明度18.2mで全国3位、本州では1位の透明度を誇る。
周囲には日本百名湯にも選ばれた蔦温泉がある。
十和田市、青森県、環境省などにより十和田湖周辺交通渋滞対策協議会が組織されており、例年紅葉シーズンに発生する路上駐車や交通渋滞を緩和するため、2020年代に入りその対策として、10月下旬の一定期間につき蔦沼展望デッキの入場を予約制にして来場者に協力金を求めている。